# Вільна душа
«Вільна душа» (англ. A Free Soul) — американська кримінальна мелодрама режисера Кларенса Брауна 1931 року.

## Сюжет
Стівен Еш, відомий адвокат по кримінальних справах, проживає в Сан-Франциско і обожнює свою дочку Джейн. Одного разу, Стівен, вільнодумець і відвертий п'яниця, який п'є занадто багато і ненавидить кожного члена своєї пихатої сім'ї, блискуче виграє процес, захищаючи перед судом присяжних від звинувачення у вбивстві явного гангстера Ейса Вілфонга.
Ввечері, добряче підпилого адвоката, Ейс приводить в будинок родичів на день народження матері. Вся сім'я в шоці з двох причин: від виду Стівена і присутності Ейса. Джейн в знак протесту йде з Ейсом з дому, коли члени сім'ї зарозуміло просять його покинути будинок, хоча на сімейному святі присутній її наречений Дуайт Вінтроп. Між Ейсом і Джейн спалахує бурхливий роман і Ейс просить руки у її батька, від якого отримує неприємну відповідь, що вони «різного поля ягоди».
Увечері батько і дочка укладають угоду спробувати відмовитися від своїх згубних захоплень і на три місяці залишають цивілізацію. Але варто лише Стівену потрапити в місто, він смертельно напивається і пропадає. А Джейн, виставлена за двері сім'єю, зустрічається з Ейсом, який намагається її силою примусити до шлюбу. Але дівчина володіє силою духу і хоче протистояти гангстерові…

## У ролях
- Норма Ширер — Джейн Еш
- Леслі Говард — Дуайт Вінтроп
- Лайонел Беррімор — Стівен Еш
- Кларк Гейбл — Ейс Вілфонг
- Джеймс Глісон — Едді
- Люсі Бомонт — бабуся Еш

## Ланки
- Вільна душа на TCM Movie Database (англ.)
- Вільна душа на сайті American Film Institute Catalog[en] (англ.)